# Healeyfield
Healeyfield – osada i civil parish w Anglii, w hrabstwie Durham. Leży 22 km na zachód od miasta Durham i 387 km na północ od Londynu. W 2011 roku civil parish liczyła 1544 mieszkańców.